# San Agustín Altamirano
San Agustín Altamirano (également nommé San Agustín ou Altamirano) est un village situé dans l'État de Mexico, au Mexique.